# Banda de protección
En radio, una banda de protección es una parte no utilizada del espectro de radio entre bandas de radio, con el fin de evitar interferencias. 
Es un rango de frecuencia estrecho que se utiliza para separar dos rangos de frecuencia más amplios para garantizar que ambos puedan transmitir simultáneamente sin interferir entre sí. Se utiliza en la multiplexación por división de frecuencia . Puede usarse tanto en comunicaciones cableadas como inalámbricas, de modo que las bandas de frecuencia adyacentes en el mismo medio puedan evitar interferencias. 
El espectro también se puede licenciar para dispositivos de baja potencia, como una red privada de telefonía móvil.